# Skąpe (gmina)
Skąpe – gmina wiejska w województwie lubuskim, w powiecie świebodzińskim. W latach 1975–1998 gmina położona była w województwie zielonogórskim.
Siedziba gminy to Skąpe.
Według danych z 30 czerwca 2004 gminę zamieszkiwało 5511 osób.

## Struktura powierzchni
Według danych z roku 2002 gmina Skąpe ma obszar 182 km², w tym:
- użytki rolne: 44%
- użytki leśne: 48%

Gmina stanowi 19,32% powierzchni powiatu.

## Demografia

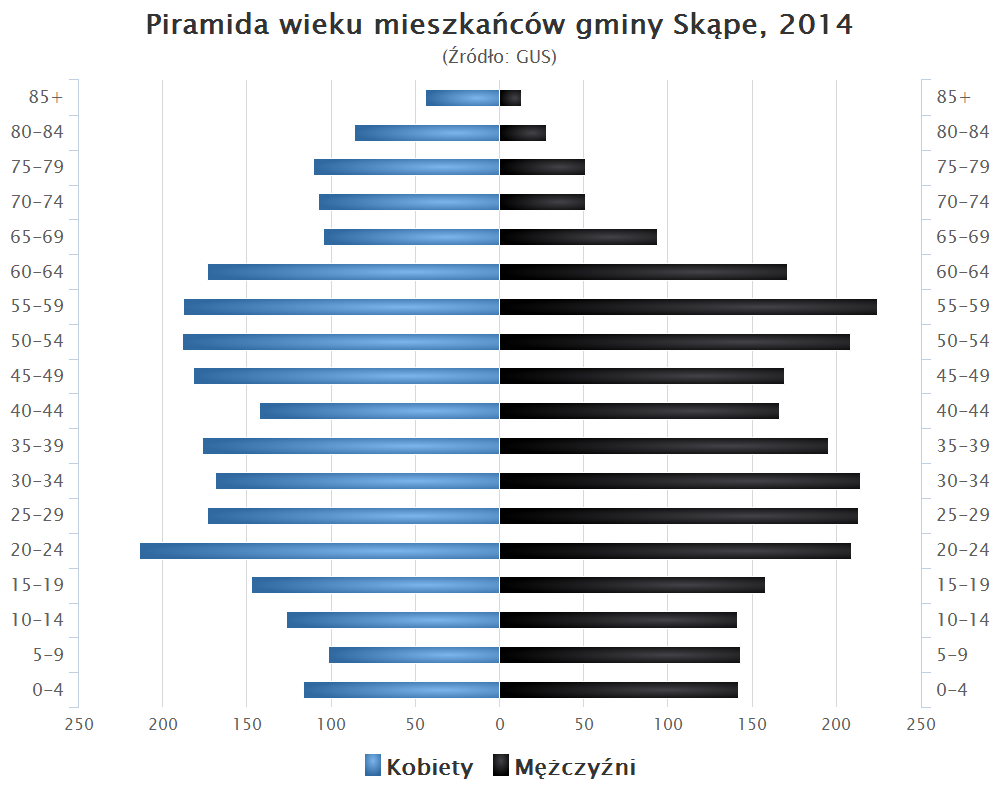
Piramida wieku mieszkańców gminy Skąpe w 2014 roku

Dane z 30 czerwca 2004:
| Opis                              | Ogółem | Ogółem | Kobiety | Kobiety | Mężczyźni | Mężczyźni |
| --------------------------------- | ------ | ------ | ------- | ------- | --------- | --------- |
| jednostka                         | osób   | %      | osób    | %       | osób      | %         |
| populacja                         | 5511   | 100    | 2775    | 50,4    | 2736      | 49,6      |
| gęstość zaludnienia (mieszk./km²) | 30,4   | 30,4   | 15,3    | 15,3    | 15,1      | 15,1      |

## Sołectwa
Błonie, Cibórz, Darnawa, Kalinowo, Łąkie, Międzylesie, Niekarzyn, Niesulice, Ołobok, Pałck, Podła Góra, Radoszyn, Rokitnica, Skąpe, Węgrzynice, Zawisze.
Miejscowości bez statusu sołectwa: Cząbry, Kaliszkowice, Przetocznica, Przetocznicki Młyn, Złoty Potok, Podła Góra-Nowe Karcze.

## Sąsiednie gminy
Bytnica, Czerwieńsk, Lubrza, Łagów, Sulechów, Świebodzin